# Het Zeespook
Het Zeespook is het derde stripverhaal van Nero. De eerste negen klassieke avonturen verschenen onder de titel De avonturen van detective Van Zwam. De reeks wordt getekend door striptekenaar Marc Sleen. De Nieuwe Gids publiceerde voorpublicaties tussen 19 mei 1948 en 6 september 1948, maar de eerste albumuitgave verscheen pas in 1983.

## Hoofdrollen
- Detective Van Zwam
- Nero
- Isabelle
- Jef Pedal
- Willie

## Plot
Nero en Van Zwam luieren wat op het strand van De Haan tot de avond valt. Plots ziet Van Zwam een zwart spook dat een wit spook onder de arm houdt. Nero, die wat achterop bleef, gelooft hem niet en lacht de detective uit. Van Zwam onderzoekt een bunker, maar vindt daar slechts een oude man met een lantaarn die Diogenes beweert te zijn. Als Van Zwam thuis komt blijkt Isabelle, de vrouw van Jef Pedal te zijn ontvoerd. Van Zwam vindt een schoen terug en maakt de link tussen het zwart spook en het witte spook onder diens arm dat de ontvoerde Isabelle moet zijn. Van Zwam snelt naar buiten, op de voet gevolgd door Nero. Het spoor eindigt echter vlak aan de kust waar enkel een bolhoed drijft. Kwaad smijt Van Zwam Isabelles schoen tegen de bolhoed en raakt hierbij Neptunus, de zeegod. Hij trekt Van Zwam als wraak de zee in. Nero helpt Van Zwam weer aan de kant en vervolgens ontmoeten ze een gechoqueerde schipper. De man blijkt een spookschip met piratenvlag te hebben gezien dat echter weer verdwijnt als Nero zelf door de verrekijker kijkt. Van Zwams intuïtie zegt hem naar Scheveningen te gaan, waar hij verneemt dat diverse schepen in de buurt van Zandvoort, Katwijk aan Zee en Scheveningen op geheimzinnige wijze gezonken zijn. Ook duikt weer de bange schipper op die Van Zwam en Nero vertelt dat hij op zee een duikboot met een zwart spook is tegengekomen. Van Zwam vermoedt dat dit zwarte spook, Het Zeespook, de schepen tot zinken heeft laten brengen. Nero en Van Zwam komen hierop weer Diogenes tegen en volgen hem omdat ze hem maar verdacht vinden. De detective ziet op zee weer het spookschip liggen en vaart er per sloep heen. Daar ontdekt hij dat Isabelle aan boord gevangen zit. Voor hij iets kan doen schakelt Willie, een booswicht, Van Zwam uit en smijt hem op verzoek van zijn baas, Het Zeespook, overboord.
Nero merkt dat er iets niet pluis is en vaart per sloep naar het spookschip. Wanneer de duikboot van het Zeespook plots boven water komt wordt ook Nero's sloep boven het zeeniveau uitgetild. Hij wordt echter gered door Neptunus, die ook Van Zwam uit de zee heeft gered. Na een kort gevecht met het Zeespook verdwijnt deze weer. Neptunus vertelt Nero dat hij Van Zwam aan de kust heeft afgezet. Hij schenkt Nero vervolgens de gave te zwemmen. Nero zwemt hierop het Kanaal over en krijgt hierbij bloemen, felicitaties en media-aandacht.
Van Zwam onderzoekt inmiddels de gezonken schepen en vindt hierbij een boodschap in een fles. Daarin schrijft het Zeespook dat hij Isabelle als gijzelaar houdt en Van Zwam zich beter gedeisd houdt. Van Zwam komt Diogenes weer tegen en ondervraagt hem over zijn contacten met het Zeespook. Plots overstroomt het gebied. Het Zeespook heeft namelijk door middel van inspuitingen het aantal kubieke zeewater doen stijgen. Nu alles onder water staat en alle schepen vernietigd zijn kunnen het Zeespook en Willie met hun duikboot alle onder water gelopen banken overvallen. Ze besluiten hun overwinning te vieren met alcohol en brengen Isabelle in hun gezelschap. Zij slaat het Zeespook bewusteloos met een fles, maar Willie blijkt te sterk om buiten westen te slaan. Aldus gaan ze verder met hun plan. Van Zwam weet echter met behulp van een duikerspak en de snoek uit het album Het B-Gevaar het Zeespook tijdelijk tegen te houden. Uit een brief van Neptunus komt hij te weten waar het Zeespook uithangt. De snoek overlijdt echter kort hierop omdat het een zoetwatervis is en geen zout zeewater verdraagt. Na een ontmoeting met een octopus wordt Van Zwam door Jef Pedal, Nero en Diogenes opgehaald in een bootje. Samen zetten de zoektocht naar Isabel verder. Na een aanval van coloradokevers, een storm en de watergrenskustpolitie steelt Van Zwam de motorboot van de waterpolitie. Hij en Diogenes’ hondje sporen het spookschip weer op en vermomt zich als het Zeespook. Hij dringt op het schip binnen, schakelt Willie uit met een slaapmiddel, maar Isabelle herkent hem niet en slaat hem bewusteloos met een fles. Daarna neemt ze Van Zwams motorboot en vaart ervandoor. In de tussentijd is Van Zwam weer bij bewustzijn en sluit hij het echte Zeespook op. Dankzij een aanval van Diogenes’ hondje, Tito, wordt Willie op de vlucht gedreven. Van Zwam en Tito blijken echter pech te hebben, want het Zeespook en Willie vluchten met de buit en brengen het schip tot zinken.
Dankzij een snel gemaakt vlot weet Van Zwam naar een Nederlands vissersdorp te roeien. Hier komt hij Nero, Jef Pedal en Isabelle weer tegen, alsook Willie met een handkar vol gestolen juwelen. Tito jaagt Willie weg en Van Zwam vertrouwt Nero de buit toe, terwijl hij zelf de politie gaat zoeken. Als hij terugkeert blijkt Nero de ganse buit te hebben opgedronken in een café. Willie overvalt het café, steelt de buit en ontvoert ook Jef Pedal en Isabelle. Het Zeespook is tevreden met Willies daden en stuurt een nieuwe uitvinding op Van Zwam en Nero af: een vliegende handschoen. De handschoen wordt bestuurd met radar en kan mensen en dieren naar het hoofdkwartier van het Zeespook dragen. Van Zwam schakelt de handschoen uit en volgt het spoor van het ding naar een vuurtoren.
Daar wordt Van Zwam uitgeschakeld, maar Isabelle heeft de touwen van Jef Pedal doorgeknaagd en dus weet hij ook aan het gevecht deel te nemen. Net wanneer Van Zwam en Pedal door het Zeespook in bedwang worden gehouden met een revolver dringt Nero het gebouw binnen en schakelt zowel het Zeespook als Willie uit. Dan besluiten Nero, Jef, Isabelle en Van Zwam het Zeespook te ontmaskeren. Het blijkt Matsuoka (vernoemd naar Yosuke Matsuoka) te zijn, de schurk uit de vorige twee albums. Van Zwam gebruikt de handschoen om Matsuoka terug naar China te vliegen, de geldbedragen weer naar de banken te brengen en Nero, Jef en Isabel weer naar huis te vliegen. Zelf wandelt Van Zwam weer naar huis waar hij Willie weer tegenkomt. Als Van Zwam Willie redt van Tito besluit hij voortaan Van Zwams butler te worden. Eénmaal thuis wordt Van Zwam tot ereburger van zijn stad uitgeroepen.

## Het derde album
Het Zeespook is het laatste deel in de Matsuoka-trilogie. Na de voorpublicatie in De Nieuwe Gids verscheen dit verhaal niet direct in album. Pas toen uitgeverij Het Volk begin jaren 60 de eerste drie verhalen liet hertekenen door Hurey, bracht Het Volk een albumuitgave van Het Zeespook op de markt. Uitgeverij De Dageraad gaf in 1983 als eerste de originele krantenversie van het verhaal in album uit. Na Het Geheim van Matsuoka, Het B-Gevaar  en Het Zeespook zal de Japanner Matsuoka moeten wachten tot album De 3 Wrekers (1992) om zich te kunnen wreken op Nero en Co..

### Censuur
Een jaar na de voorpublicatie in de krant werd Het Zeespook ook gepubliceerd in het weekblad 't Kapoentje, maar dit met enige censuur. De redactie van dit jeugdblad vond Isabelles borsten blijkbaar te onkuis voor haar jonge lezertjes en liet haar borsten in enkele profielshots (stroken 57 tot 63) weg. In De Nieuwe Gids, ook katholiek van strekking, werd Isabelles anatomie echter wel gerespecteerd. Wellicht ging men ervan uit dat de krant vooral voor volwassenen was of werd er niet zo zwaar aan getild.

## Kersttekening
In het jeugdblad 't Kapoentje nummer 51 van 22 december 1949 verscheen een kersttekening. Deze toont de hoofdpersonages uit de stripreeksen van Marc Sleen die in deze periode in het weekblad verscheen, zoals Piet Fluwijn en Bolleke, Stropke en Flopke en Nero en Van Zwam.

## Achtergronden bij het verhaal
- Het personage "Diogenes" in het verhaal verwijst in zijn gedrag en uitspraken ook naar de echte Griekse wijsgeer Diogenes van Sinope. Zo zoekt hij in strook 7 "een mens" en gebiedt hij in strook 52 Van Zwam (in plaats van Alexander de Grote) uit zijn zon te gaan. Hij verblijft ook in een ton en heeft een hond als metgezel.
- Neptunus zou nog regelmatig in de Nero-reeks opduiken, onder meer in de albums De Ring van Petatje (1953), De Kroon van Neptunus (1976) en De Verloren Zee (1988)
- De grap waarbij de kogels van een pistool afketsen op de borst van een gespierd iemand, zou later nog eens herhaald worden in De IJzeren Kolonel (1956).
- Nero leert in dit album zwemmen en zwemt prompt Het Kanaal over. Ook in latere albums zou hij meermaals ganse oceanen overzwemmen.
- In strook 66 koopt Van Zwam een krant en ziet dat Nero het Kanaal is overgezwommen. Hij reageert enthousiast: “Kijk! Nero!! Nero staat in de krant. De gelukszak.” Een grap die destijds in de krantenpublicatie beter begrijpbaar was.
- In strook 69 schakelt Van Zwam de tamme snoek uit Het B-Gevaar in.
- De aanval van coloradokevers in strook 93-94 was erg actueel in 1948. In de VS had men toen last van coloradokeverplagen en in België gebruikten de socialisten de term als scheldterm tegenover andere partijen.
- De grap waarbij een van de personages verklaart in het klooster te zullen gaan als een zeestorm weer gaat liggen, waarop dit ook onmiddellijk gebeurt (strook 96), zou ook in latere Nero-albums terugkeren, zoals De Oliespuiter (1981), De Zonen van Dracula (1982-1983) en Koeketiene (1984).
- Nadat hij de motorboot heeft gestolen verklaart Van Zwam: “De lezers zullen het wel niet mooi vinden dat ik mijn vrienden in de steek laat, maar in zaken en oorlog heb je geen vrienden.” (strook 101) Een allusie op de Tweede Wereldoorlog.
- Het hondje blijkt in strook 117 Tito te heten, naar de Joegoslavische president Josip Broz Tito. Wanneer het Zeespook in strook 141-142 Tito via de Vliegende Handschoen naar zijn hoofdkwartier wil sturen smeekt Willie de hond ergens anders heen te brengen: Joegoslavië.
- De vliegende handschoen die in strook 137 wordt geïntroduceerd zou in een later Nero-album, De Vliegende Handschoen (1957), een grote hoofdrol spelen.
- Het Zeespook dreigt ermee in strook 159 Van Zwam naar een Siberisch concentratiekamp te sturen.
- Als in strook 175 de Vliegende Handschoen het geld weer terugbrengt naar de rechtmatige eigenaars worden sommige geldzakken naar “mensen gebracht die het beter kunnen gebruiken.” Een van die mensen is Marc Sleen zelf , die stamelt: “Ik krijg weer inspiratie.”
- Nero komt in strook 178-179 zowel boven de Russische als Amerikaanse sector van Berlijn terecht tot razernij van zowel een Russische als Amerikaanse piloot die ruzie beginnen voeren. Dit is een verwijzing naar de Koude Oorlog en de naoorlogse verdeling van Berlijn.